# Kong Asgers Høj
54°57′26″N 12°08′25″Ø / 54.9572053357199°N 12.1402316685413°Ø
Kong Asgers Høj er en jættestue 1 km nordvest for landsbyen Sprove på øen Møn. Jættestuen er åben for offentligheden, men det anbefales at medbringe en lommelygte. Ca. 150 m syd for Kong Asgers Høj ligger Sprove stordysse.
Købmanden og amatørarkæologen Gustav C. Hage fra Stege foretog 1839 en udgravning i højen, men fandt kun et par flinteflækker, en 600 år yngre stridsøkse og ødelagte skeletdele, som ikke kunne bestemmes nærmere. Fundene blev afleveret til Nationalmuseet, og jættestuen blev fredet 1861. Højen er måske allerede blevet plyndret i oldtiden i forbindelse med de sidste gravlæggelser i jættestuen. Fundet af den omkring 600 år yngre stridsøkse kan tyde på, at jættestuen var i brug lang tid efter dens opførelse omkring 3200 f. Kr. Der findes ingen myter og sagn om Kong Asger.
På østsiden fører en 11 meter lang gang ind til det 10 m lange, 2 m brede gravkammer er meget regelmæssigt og næsten fuldstændig symmetrisk opbygget omkring gangåbningen i midten af kammerets sydøstlige langside. Højen er rejst af 19 bæresten og 7 dæksten og er dateret til ca. 3300-3200 f.Kr. Man kan bevæge sig oprejst rundt i kammeret. I kammerets gavle står begge steder 2 dæksten, og gavlene er i begge identisk tilspidsede ud mod højen. Loftet plant på grund af dækstenenes flade og måske i stenalderen af kløvede nedadvendte sider og af de under opførelsen placerede indskudte sten over kammerets bæresten, således at dækstenene fik en plan flade at ligge på.
De to med dæmning forbundne øer Møn og Bogø med et samlet areal på kun 231 km² har 119 kendte stengravhøje fra bondestenalderen. 38 af dem er bevaret og fredet. 21 af dem er jættestuer fra Tragtbægerkulturen, der opstod mellem 3500 og 2800 f. Kr.
Bryghuset Møn, Stege, brygger en øl med navnet Kong Asgers Ale.
- Kong Asgers Høj
- Indgangen